# Ergospirometri

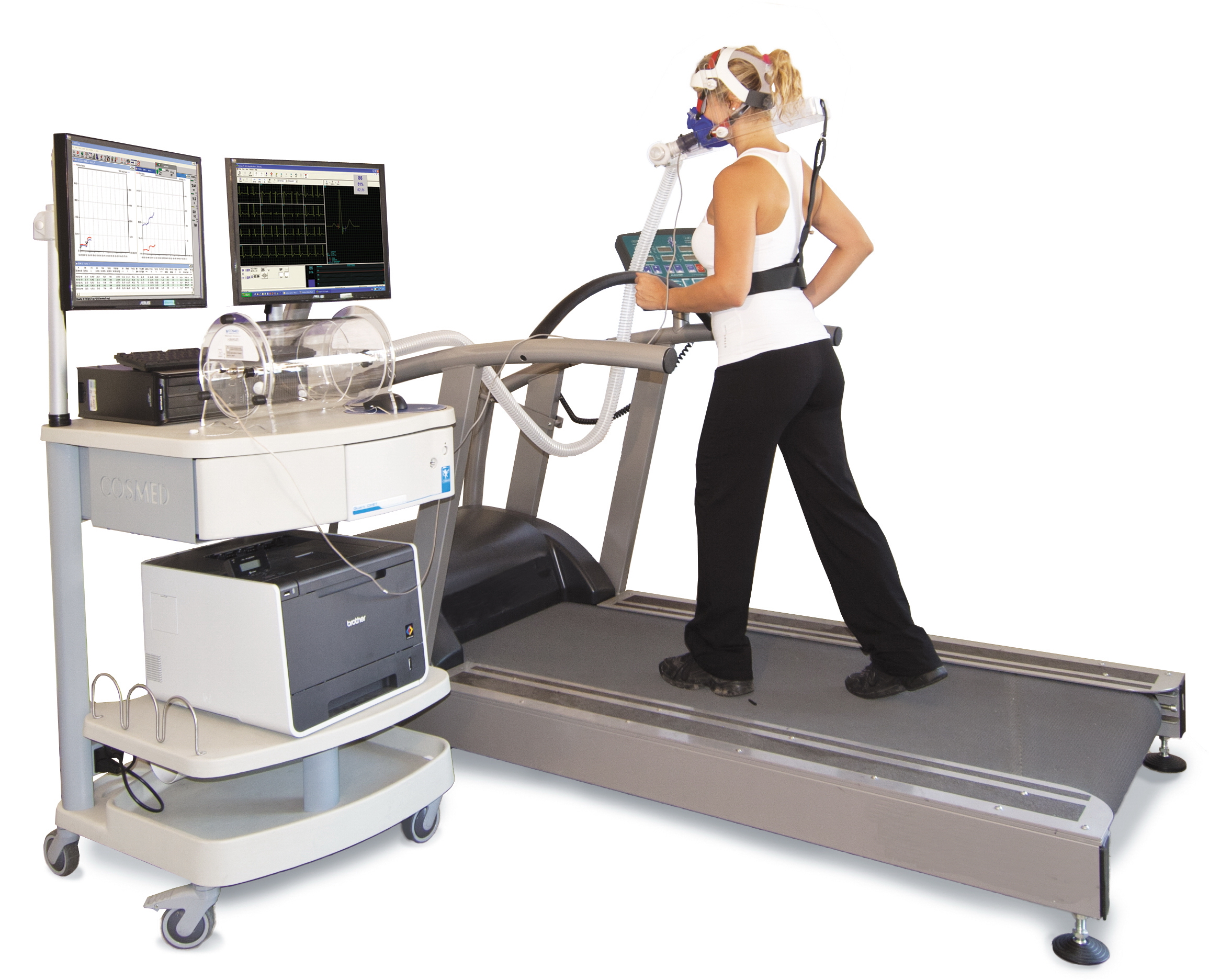
Ergospirometri på rullband.

Ergospirometri, också känd som cardiopulmonary exercise test (CPET) eller arbetsprov med andningsgasanalys, är vanligtvis en icke-invasiv undersökningsmetod för att utvärdera hjärta-, lung- och muskelfunktionen. 
Fysiskt arbete kräver samverkan mellan de fysiologiska mekanismerna som gör det möjligt för kardiovaskulärt system och andningsorganen att stödja energikraven i de sammandragande musklerna. Dessa system sätts under press under träning då behovet av ökad slagvolym, ökad ventilation samt syretillförsel till musklerna ökar. Deras förmåga att reagera tillräckligt på denna stress är ett mått på deras fysiologiska kompetens. 
Metoden utförs i svensk sjukvård vanligtvis på kliniska fysiologiska laboratorier men förekommer även inom idrottsmedicinen.

## Exempel på indikationer
- Risk och prognosbedömning av hjärtsviktspatienter
- Risk och prognosbedömning av patienter med lungsjukdom
- Hjärttransplantationsutredning
- Utredning av oklar andfåddhet
- Riskbedömning inför kirurgi

## Utförande
Ergospirometrin utförs på ergometercykel eller rulband. Ventilations- och gasanalyssystem samt saturationsmätning tilläggs till det vanliga arbets-EKG som ger information om hjärtfrekvens- och blodtrycksrespons, EKG förändringar och arbetsförmåga. Eventuellt även blodgaser kan erhållas men det krävs en invasiv test (iCPET).
Ventilationen mäts med en turbinmätare och volymen beräknas i liter/min. Gasanalysen av syreupptaget (VO2) och koldioxidproduktionen (VCO2) mäts som partialtrycksskillnaden mellan in- och utandad luft och presenteras i ml/min. Ur dessa variabler i samband med mätningar från arbets-EKG görs också andra beräkningar som till exempel syrepulsen (VO2/HR - som indikerar extraherad syreupptag per varje hjärtslag), respiratory exchange ratio (RER - VCO2/VO2), ventilatoriska ekvivalenter för koldioxidelimination respektive syreupptag (VEqCO2 - VE/VCO2 and VEqO2 - VE/VO2) och ventilatorisk effektivitet genom VE/VCO2-slope. 
Vanligtvis presenteras alla CPET data genom en rapport med Wasserman 9-plot.